# ヴィチャズ (路面電車車両)
ヴィチャズ（英語: Vityaz、ロシア語: Витязь）は、ロシア連邦の鉄道車両メーカーであるPC輸送システムズ（ПК Транспортные системы）が製造する路面電車車両の愛称。71-931という形式番号を有する、車内全体が低床構造となっている連接式超低床電車で、愛称の「ヴィチャズ」は「騎士」や「英雄」という意味である。この項目では、改良型車両の71-931M "ヴィチャズM"についても解説する。

## 概要
2013年に設立されたPC輸送システムズは、当局から認可を受けて以降、2015年からロシア連邦を始めとする旧ソビエト連邦諸国へ向けて、床上高さが低い超低床電車の製造を行っている。その中でもヴィチャズは、車体長が短い中間車体を有する3車体連接車である。
PC輸送システムズが製造する電車には同社が特許を有する低床構造に適したボギー台車が用いられており、床に段差がない100 %低床構造が実現している。ループ線が存在する路線での運用を前提としているため運転台は片側のみに存在し、乗降扉（両開き式プラグドア）も前後車体の右側面に3箇所づつ設置されている。これらの扉は乗降の利便性を図るため幅を広く取っており、2箇所には車椅子利用客向けの収納式スロープが搭載されている。車内にも車椅子スペースが2箇所に存在しバリアフリーに対応している他、冷暖房双方に対応した空調装置や監視カメラも配置されている。
2016年に発表されたヴィチャズM（71-931M）はヴィチャズの改良型車両で、設計にモジュール構造を取り入れる事でループ線が存在しない路線に適した両運転台仕様や3車体以上の長編成などより多様な要望への対応が可能となっている。また、前面形状を始めとするデザイン変更に伴い車体長がヴィチャズと比べて長くなっている他、着席定員数も増加している。

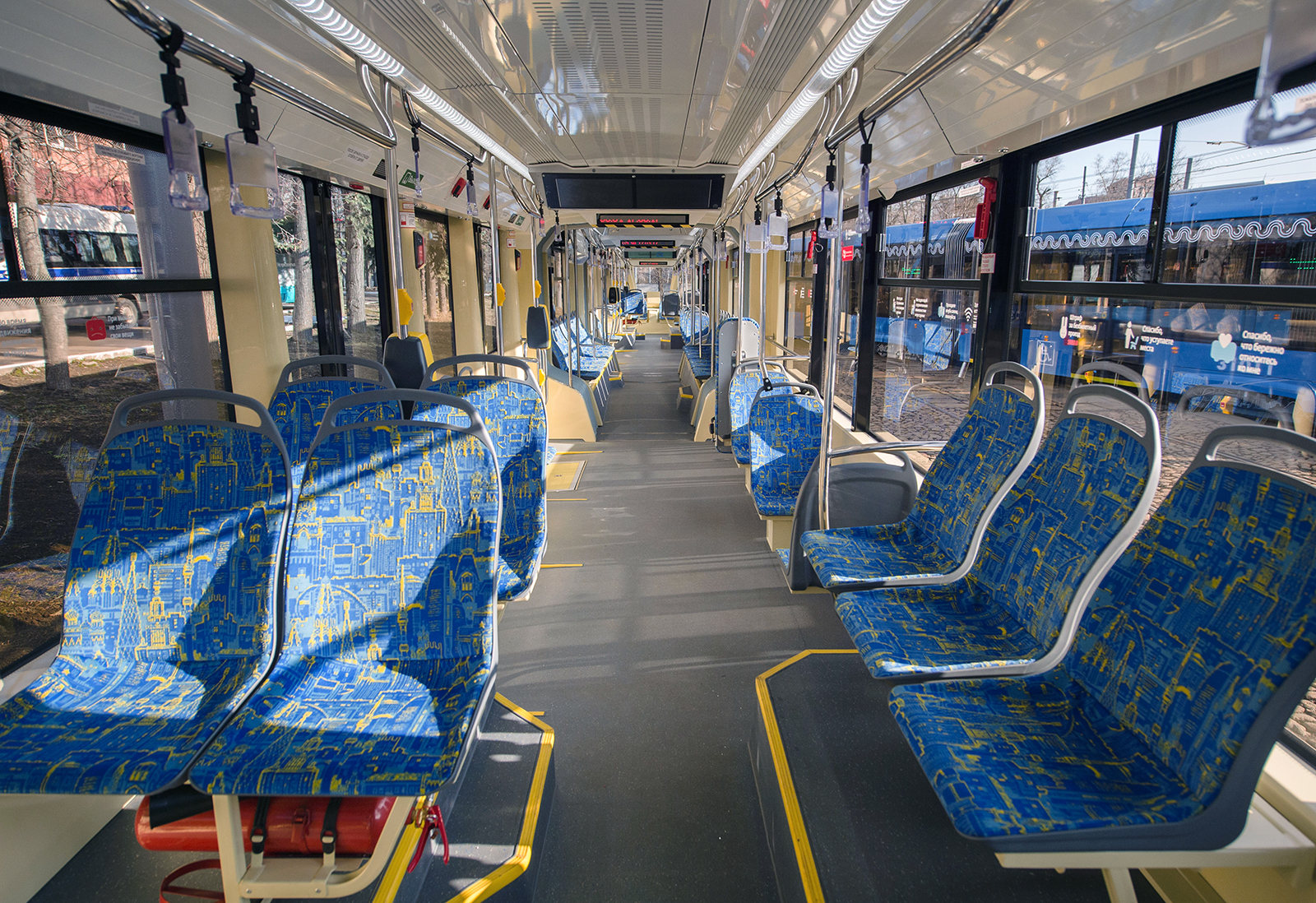
車内（先頭車体、71-931M）
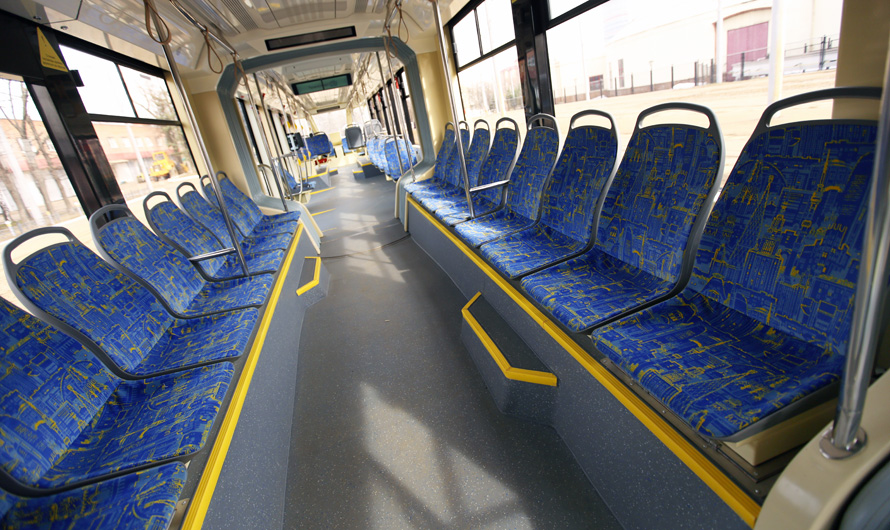
車内（中間車体、71-931M）
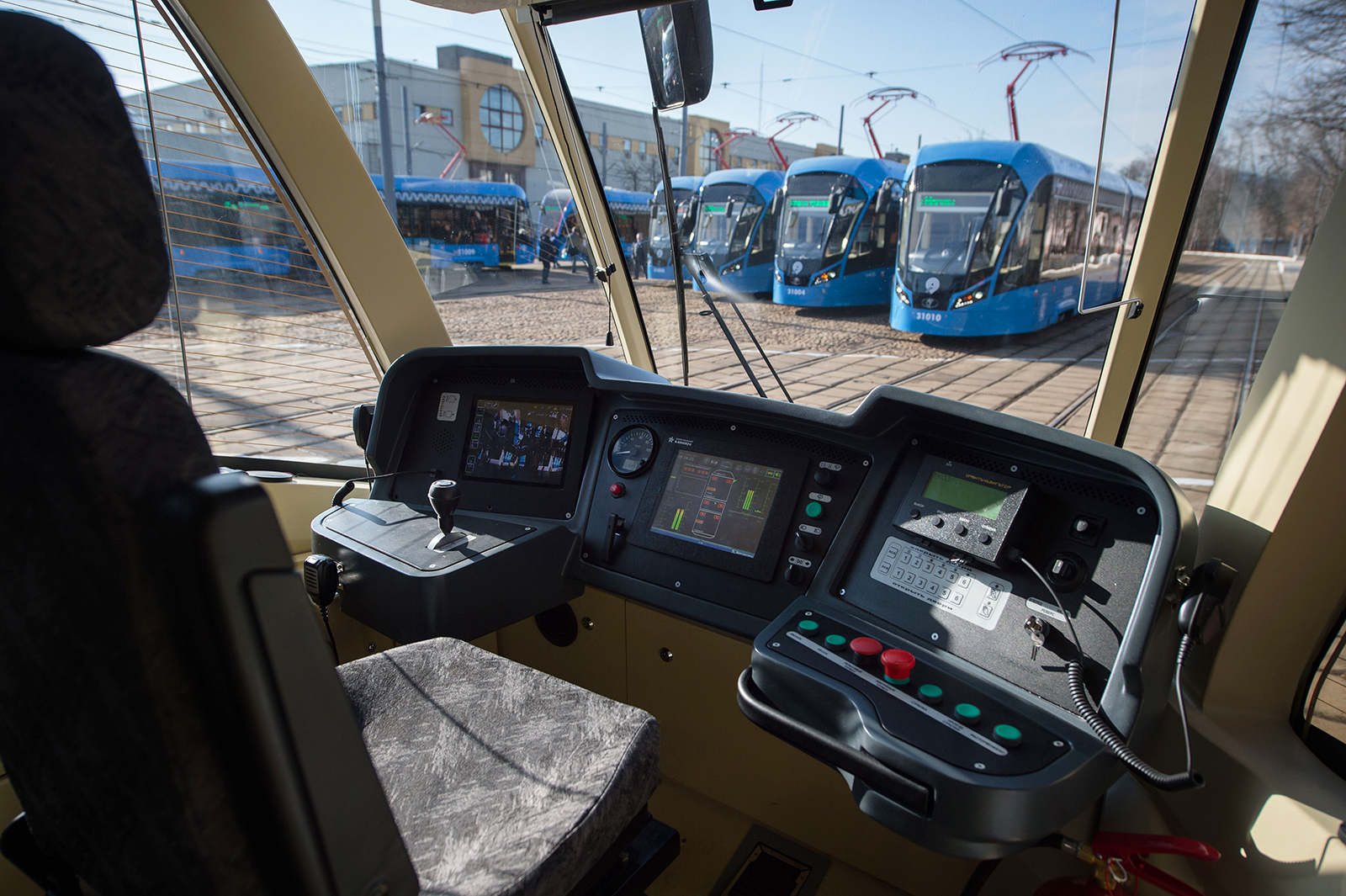
運転台（71-931M）

## 運用
71-931の試作車は2014年に製造され、ロシア連邦の路面電車の基準に関する車体や配線の強度、電力消費、制動装置の試験に合格した事で、翌2015年1月に量産が認可された。2020年現在、ヴィチャズおよびヴィチャズMはロシア連邦・トヴェリにあるトヴェリ車両工場やサンクトペテルブルクにあるネフスキー電気輸送工場（Невский завод электрического транспорта）の施設を用い、以下の都市へ向けての製造が実施されている。

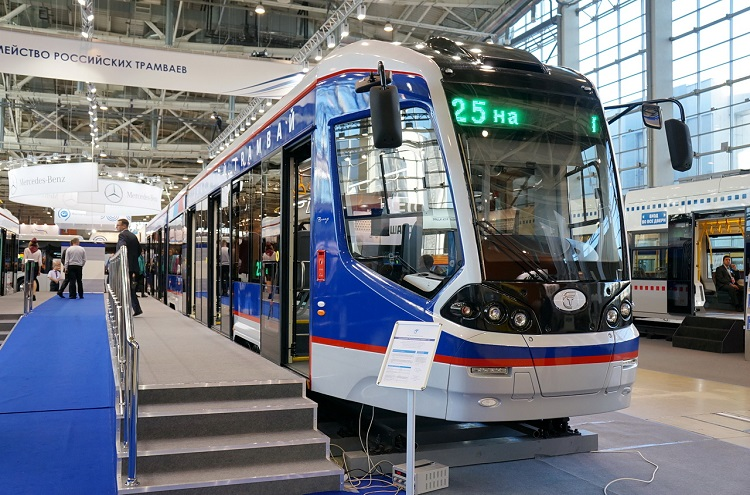
「エキスポシティトランス（ЭкспоСитиТранс）」で展示された71-931（試作車）（2014年撮影）
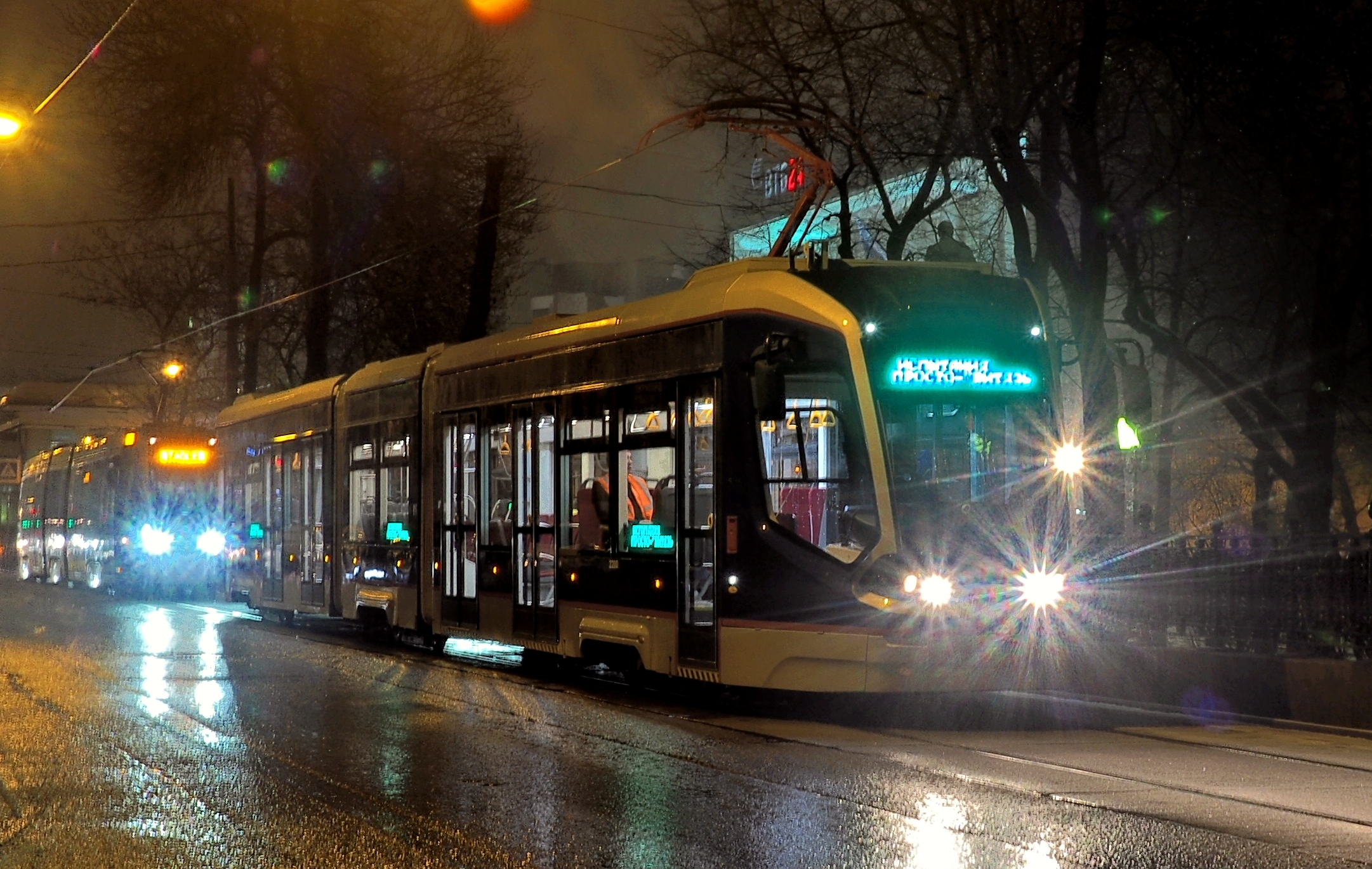
モスクワ市電で試運転中の71-931（試作車）（2015年撮影）

### サンクトペテルブルク

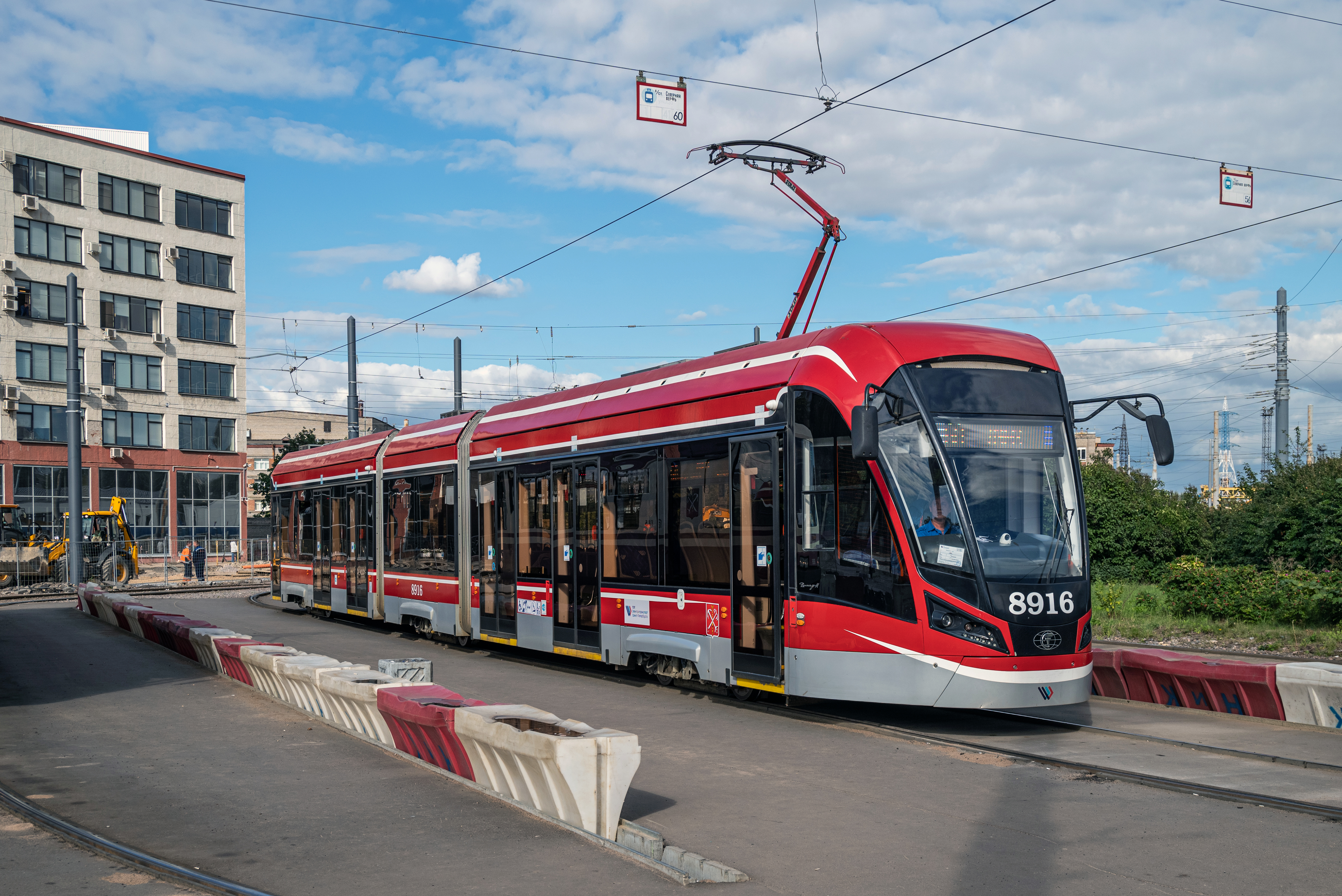
71-931M "ヴィチャズM"
（サンクトペテルブルク）

2015年、PC輸送システムズはサンクトペテルブルク市電向けの車両として、ヴィチャズ（71-931）10両の製造に関する契約を獲得した。契約総額は約10億3,840万ルーブルで、同年から2017年までに全車両の製造が行われている。また、2019年以降は旧型車両置き換えによる近代化のため、改良型となるヴィチャズM（71-931M）21両の増備が実施されている。
更に2021年には2両が増備されているが、これらの車両については構体をそれまでの高炭素鋼からアルミニウム合金に変更する事で車両重量の軽減、メンテナンス費用の削減等が図られており、車体デザインや内装についても変化が生じている。「ヴィチャズ・レニングラード（Витязь-Ленинград）」と言う愛称を持つこれらの車両は2021年前半から営業運転に投入される予定となっている。

### クラスノダール
ロシア連邦・クラスノダールの路面電車であるクラスノダール市電では、2016年以降ヴィチャズ（71-931）1両が営業運転に使用されている。当初は更なる増備も計画されていたが、市電を運営する公営企業であるクラスノダール市路面電車・トロリーバス会社（МУП «КТТУ»）の財政難によりそれ以上の導入は行われていない。

### モスクワ

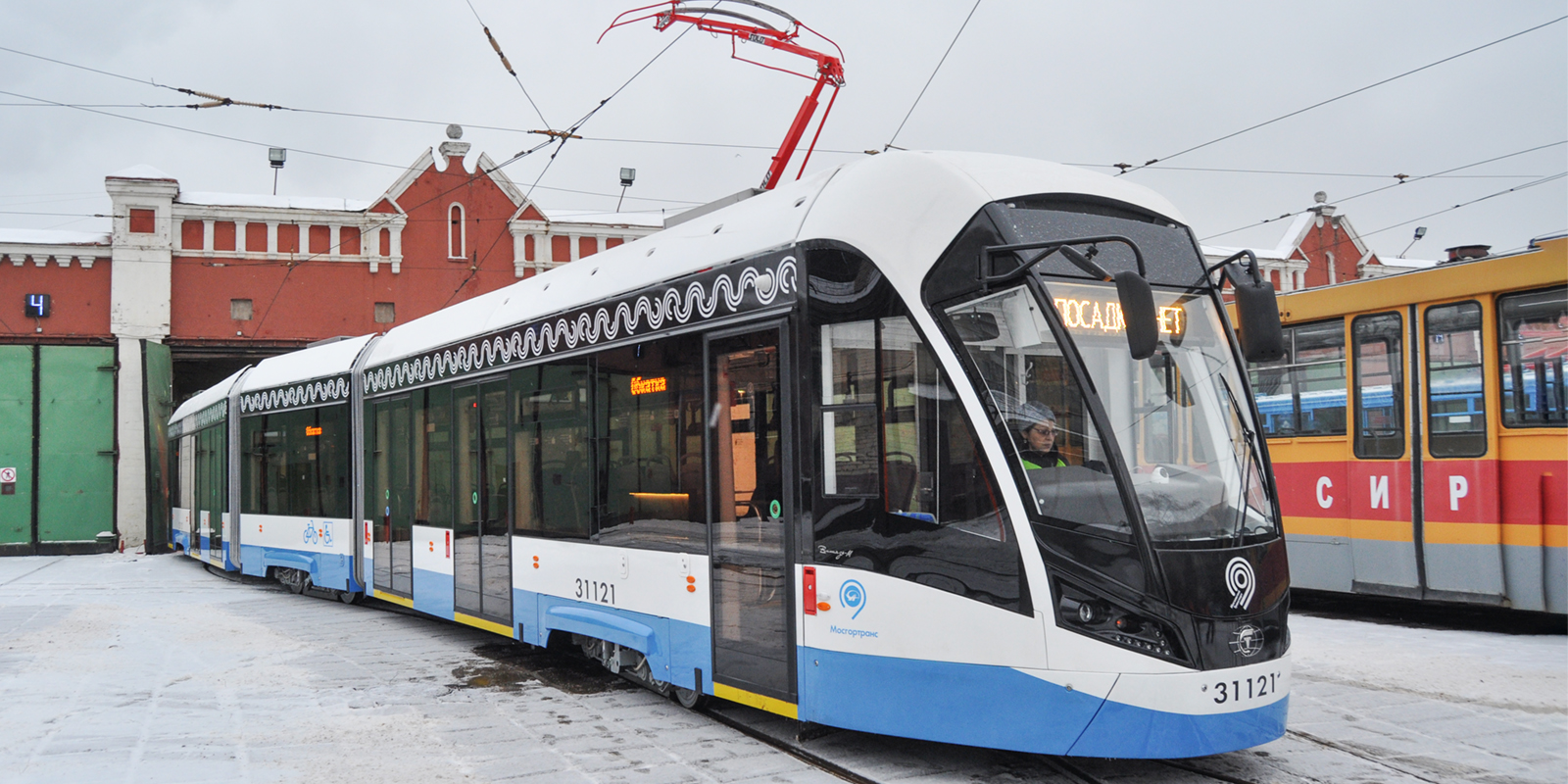
71-931M "ヴィチャズM"
（モスクワ）

ロシア連邦の首都・モスクワで公共通機関を運営する国営企業のモスゴルトランス（Мосгортранс）は、PC輸送システムズとトランスマッシュホールディングのコンソーシアムとの間に、モスクワ市電向けのヴィチャズM（71-931M）300両の導入および保守に関する、総額562億ルーブルにも及ぶ大型契約を交わした。これはモスクワ市電の路線網のうち、北・南部系統について従来の高床式電車（タトラT3SU、KTM-8、KTM-19等）の代替を含めた近代化を目的としたもので、2017年3月から営業運転を開始した。
トヴェリ車両工場での生産は毎年100両前後という急ピッチで実施され、2018年1月の時点で既に120両が営業運転に投入されていた。2019年に当初の契約分である300両の導入が完了して以降も追加発注分の製造が行われており、2020年2月時点の在籍数は325両である。更に2022年 - 2023年にはトヴェリ車両工場から機器を供給する形でモスクワでの製造も行われる事になっており、最終的な製造数は400 - 450両に達し、北・南部系統の高床式電車を完全に置き換える事になっている。

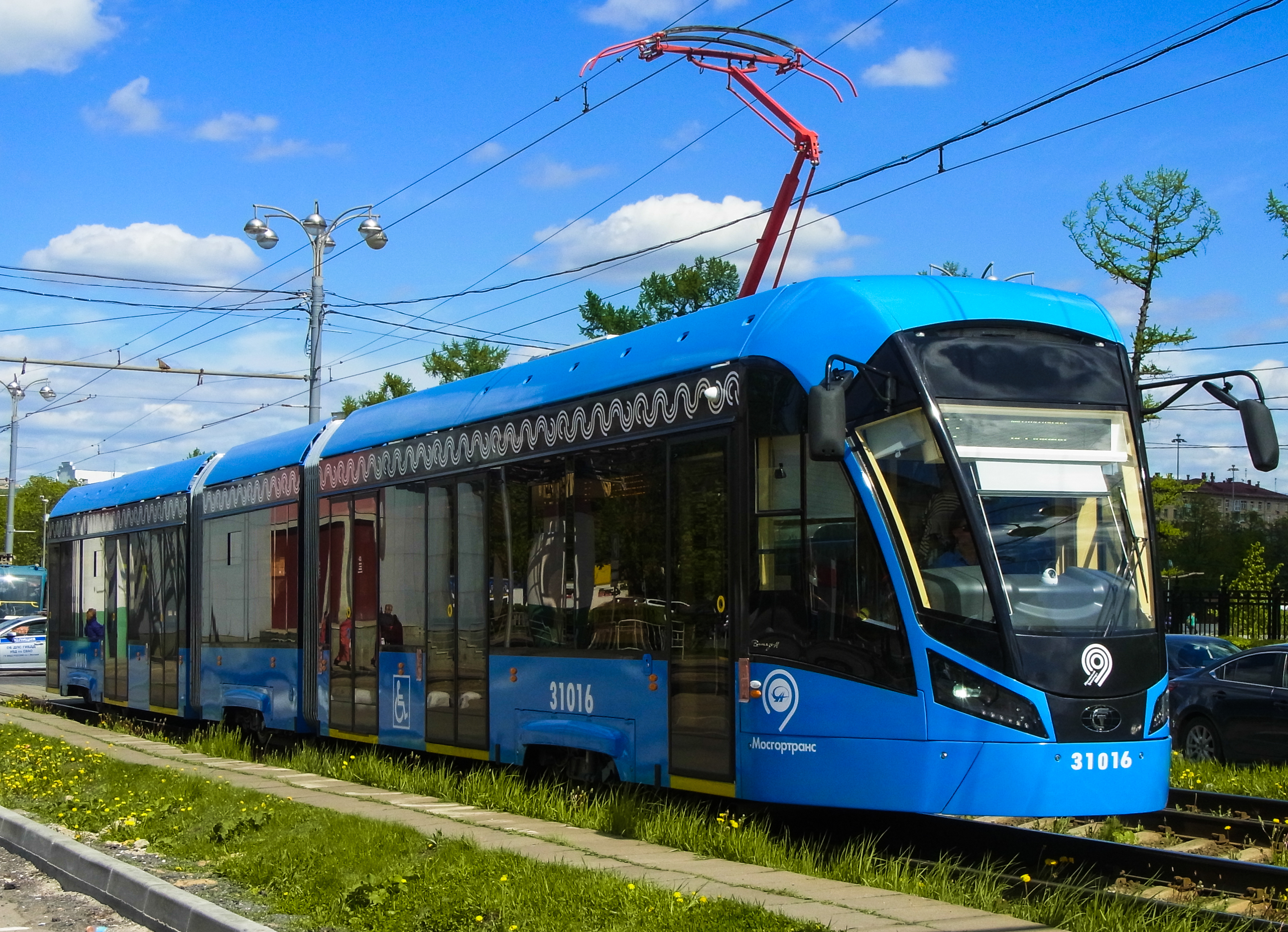
31016（2017年撮影）
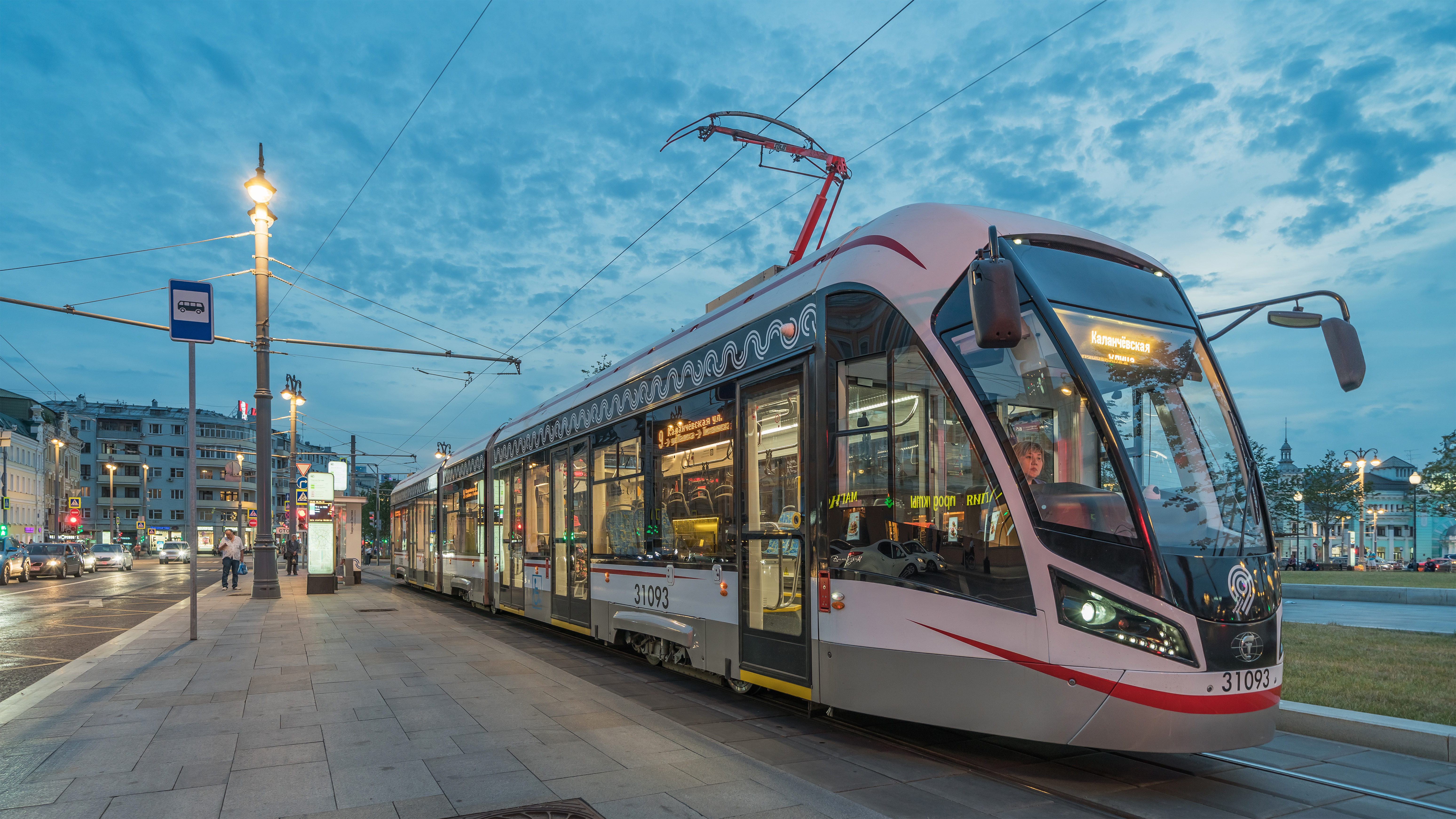
31093（2018年撮影）
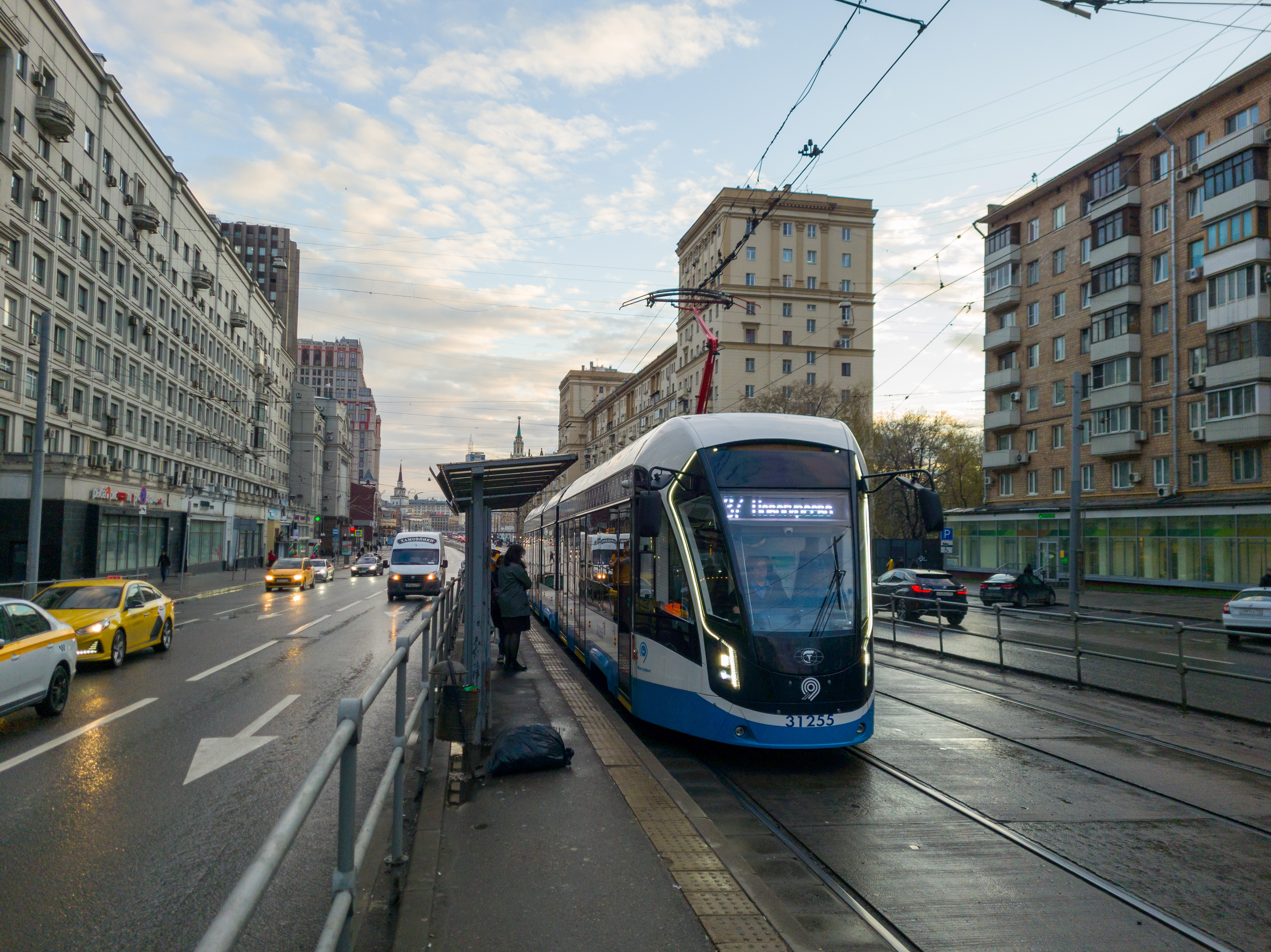
31255（2021年撮影）
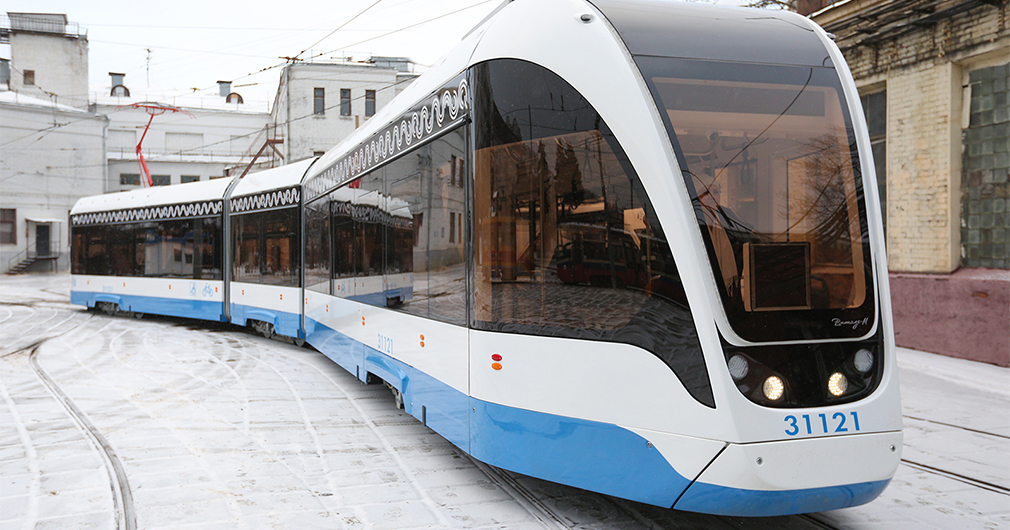
31121（後方、2018年撮影）

### サマーラ
2024年、ロシア連邦・サマーラでサマーラ市電を運営する路面電車・トロリーバス管理（МП «ТТУ»）は、スベルバンク・リーシング（АО «Сбербанк Лизинг»）を介する形で、ヴィチャズM（71-931M）を3両導入する契約を交わした。以降、2025年1月までに全車両の納入が行われている。

## 関連形式

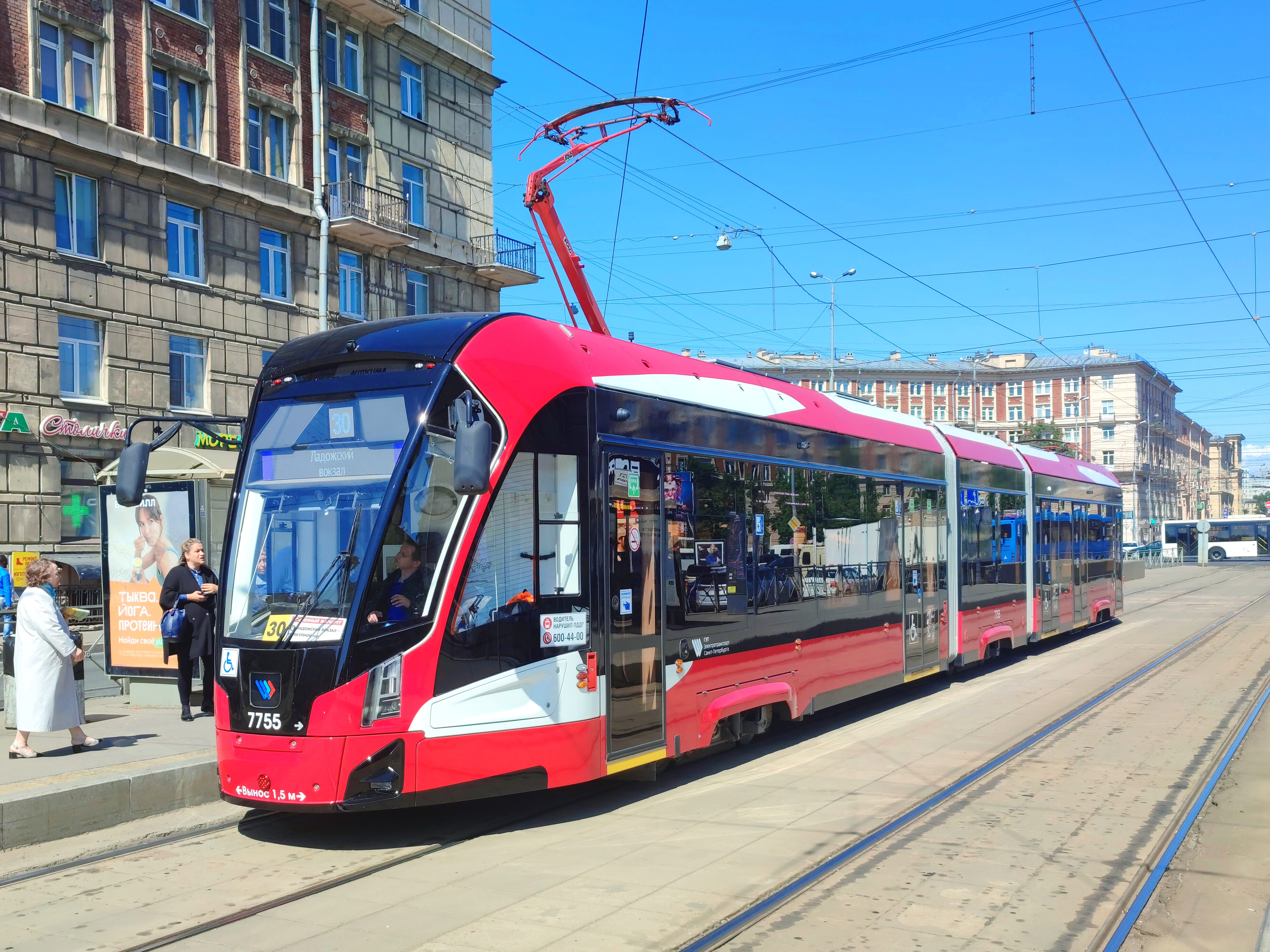
71-932 "ネフスキー"
（サンクトペテルブルク）

- 71-932 "ネフスキー" - 71-931M（ヴィチャズM）を基に開発された両運転台・両方向型の3車体連接車[22]。